# 北益州
北益州，中国古代的州。
南朝梁置北益州，治平兴郡白水县（今四川青川县东北沙州镇白水）。辖境相当今四川省广元、江油、青川等市县部分地区。下辖平兴郡、除口郡、平武郡，后来改名沙州。553年被西魏占领。